# Нуево Ларедо
Нуево Ларедо (на испански: Nuevo Laredo) е град в щата Тамаулипас, Мексико. Нуево Ларедо е с население от 373 725 жители (по данни от 2010 г.) и обща площ от 1334,02 км². Градът е разположен на брега на река Рио Гранде срещу американския град Ларедо в щата Тексас. Нуево Ларедо е основан на 15 май 1848 г.